# Issia
Issia — рід Найпростіших. Назва вперше опублікована 1977 року.
'